# Lijst van rijksmonumenten in Linschoten
De plaats Linschoten telt 67 inschrijvingen in het rijksmonumentenregister. Hieronder een overzicht.
| Object | Oorspronkelijke functie?  | Bouwjaar              | Architect | Locatie                     | Coördinaten?                 | Nr.?   | Afbeelding                                                                     |
| --- | ------------------------- | --------------------- | --------- | --------------------------- | ---------------------------- | ------ | ------------------------------------------------------------------------------ |
| Boerderij, dwarshuis, met riet gedekt | Boerderij                 | 18e eeuw              |           | Blindeweg 6                 | 52° 3' 39" NB, 4° 57' 43" OL | 25942  | Meer afbeeldingen                                                              |
| Boerderij, langhuistype, in top kruisvensters, deels rietgedekt | Boerderij                 | 17e of 18e eeuw       |           | Dorpstraat 9                | 52° 3' 44" NB, 4° 54' 52" OL | 25943  | Meer afbeeldingen                                                              |
| Pand met lage gevel, kleine roeden, zadeldak in topgevels eindigend | Boerderij                 |                       |           | Dorpstraat 25               | 52° 3' 43" NB, 4° 54' 55" OL | 25944  | Meer afbeeldingen                                                              |
| Pand onder mansardedak | Werk-woonhuis             | 19e eeuw              |           | Dorpstraat 27               | 52° 3' 42" NB, 4° 54' 56" OL | 25945  | Meer afbeeldingen                                                              |
| Pand met gepleisterde topgevel | Woonhuis                  | 18e eeuw              |           | Dorpstraat 29               | 52° 3' 42" NB, 4° 54' 56" OL | 25946  | Meer afbeeldingen                                                              |
| Theater de Wildeman | Woonhuis                  |                       |           | Dorpstraat 31               | 52° 3' 42" NB, 4° 54' 55" OL | 25947  | Meer afbeeldingen                                                              |
| Lage woning onder zadeldak met rechte kroonlijst. Vormt een geheel met de buurnummers 31,35,37 | Woonhuis                  |                       |           | Dorpstraat 33               | 52° 3' 42" NB, 4° 54' 55" OL | 25948  | Meer afbeeldingen                                                              |
| Lage woning onder zadeldak met rechte kroonlijst. Vormt een geheel met de buurnummers 31-33 en 37 | Woonhuis                  |                       |           | Dorpstraat 35               | 52° 3' 41" NB, 4° 54' 55" OL | 25949  | Meer afbeeldingen                                                              |
| Lage woning onder zadeldak met rechte kroonlijst. Vormt een geheel met de buurnummers 31-33-35 | Woonhuis                  |                       |           | Dorpstraat 37               | 52° 3' 41" NB, 4° 54' 55" OL | 25950  | Meer afbeeldingen                                                              |
| Lage woning met opgewipte daklijst, twee dakramen, rieten dak, luiken en kleine roeden | Woonhuis                  | 18e eeuw              |           | Dorpstraat 39               | 52° 3' 41" NB, 4° 54' 55" OL | 25951  | Meer afbeeldingen                                                              |
| Gaaf bewaard dwarshuis. Pannen zadeldak tussen puntgevels, waarvan de vrijstaande een gesneden versiering langs de daklijst bezit. Gepleisterde voorgevel onder houten kroonlijst. Deur met paneel uit de bouwtijd, hoofdgestel op consoles. Drie vensters met zesruitsschuiframen | Woonhuis                  | tweede kwart 19e eeuw |           | Dorpstraat 53               | 52° 3' 39" NB, 4° 54' 55" OL | 25952  | Meer afbeeldingen                                                              |
| Dwarshuis onder hoog pannen zadeldak tussen puntgevels met vlechtingen | Woonhuis                  | 18e eeuw              |           | Dorpstraat 73               | 52° 3' 37" NB, 4° 54' 55" OL | 25953  | Meer afbeeldingen                                                              |
| Fraai huis, rechte lijstgevel, houten deuromlijstingen. Aan de achterzijde mooi aan het water gelegen | Woonhuis                  | 18e eeuw              |           | Dorpstraat 4                | 52° 3' 44" NB, 4° 54' 53" OL | 25954  | Meer afbeeldingen                                                              |
| Herenhuis, rechte gootlijst, aan de achterzijde aardig aan het water gelegen | Woonhuis                  | einde 18e eeuw        |           | Dorpstraat 8                | 52° 3' 44" NB, 4° 54' 53" OL | 25955  | Meer afbeeldingen                                                              |
| 't Oale Hoes | Woonhuis                  | einde 18e eeuw        |           | Dorpstraat 10               | 52° 3' 43" NB, 4° 54' 54" OL | 25956  | Meer afbeeldingen                                                              |
| Lage woning, aardig aan het water gelegen | Woonhuis                  | 18e eeuw              |           | Dorpstraat 12               | 52° 3' 43" NB, 4° 54' 54" OL | 25957  | Meer afbeeldingen                                                              |
| Lage woning, deels rieten dakbedekking, kleine roeden, luiken. Aardig achter en terzijde aan het water gelegen | Woonhuis                  | 18e eeuw              |           | Dorpstraat 14               | 52° 3' 43" NB, 4° 54' 54" OL | 25958  | Meer afbeeldingen                                                              |
| Pand met gepleisterde topgevel, deels rieten dakbedekking, aardig achter aan het water gelegen | Boerderij                 | 18e eeuw              |           | Dorpstraat 16               | 52° 3' 42" NB, 4° 54' 55" OL | 25959  | Meer afbeeldingen                                                              |
| Pand met gepleisterde lijstgevel, achter aan het water gelegen | Werk-woonhuis             |                       |           | Dorpstraat 20               | 52° 3' 42" NB, 4° 54' 54" OL | 25960  | Meer afbeeldingen                                                              |
| Lage woning, aardig achter aan het water gelegen | Woonhuis                  |                       |           | Dorpstraat 22               | 52° 3' 42" NB, 4° 54' 54" OL | 25961  | Meer afbeeldingen                                                              |
| Lage woning, aardig achter aan het water gelegen | Woonhuis                  |                       |           | Dorpstraat 24               | 52° 3' 42" NB, 4° 54' 54" OL | 25962  | Meer afbeeldingen                                                              |
| Rechthoekig huis, later verhoogd en uitgebreid. Rechte kroonlijst. Aardig gelegen aan het water. Vormt een geheel met het buurnummer 30 | Woonhuis                  | vermoedelijk 18e eeuw |           | Dorpstraat 28               | 52° 3' 41" NB, 4° 54' 54" OL | 25963  | Meer afbeeldingen                                                              |
| Rechthoekig huis, later verhoogd en uitgebreid. Rechte kroonlijst. Aardig gelegen aan het water. Vormt een geheel met het buurnummer | Woonhuis                  | vermoedelijk 18e eeuw |           | Dorpstraat 30               | 52° 3' 41" NB, 4° 54' 54" OL | 25964  | Meer afbeeldingen                                                              |
| Herberg "Het Wapen van Linschoten en Snelrewaard" | Horeca                    | 17e/18e eeuw          |           | Dorpstraat 32               | 52° 3' 40" NB, 4° 54' 54" OL | 25965  | Meer afbeeldingen                                                              |
| Fraai laag huis met langgerekt zadeldak, rechte kroonlijst, dak in topgevel eindigend, venster met originele roeden | Werk-woonhuis             | 17e eeuw              |           | Engherzandweg 2             | 52° 3' 35" NB, 4° 54' 55" OL | 25966  | Meer afbeeldingen                                                              |
| Lage woning met halve luiken | Dienstwoning              | 17e eeuw              |           | Engherzandweg 11            | 52° 3' 31" NB, 4° 54' 55" OL | 25967  | Meer afbeeldingen                                                              |
| Arianahoeve | Boerderij                 | 1884                  |           | Haardijk 10                 | 52° 3' 40" NB, 4° 53' 54" OL | 25968  | Meer afbeeldingen                                                              |
| Grote of Sint-Janskerk | Kerk en kerkonderdeel     | 15e eeuw              |           | Kerkplein 1                 | 52° 3' 41" NB, 4° 54' 56" OL | 25969  | Meer afbeeldingen                                                              |
| Christina | Boerderij                 | 1682                  |           | Korte Linschoten OZ 9       | 52° 3' 48" NB, 4° 54' 44" OL | 25971  | Meer afbeeldingen                                                              |
| Boerderij, langhuistype, voorgevel afgewolfd, gedodekopt | Boerderij                 |                       |           | Korte Linschoten OZ 13      | 52° 3' 49" NB, 4° 54' 39" OL | 25972  | Meer afbeeldingen                                                              |
| Boerderij, dwarshuistype, met opkamer | Boerderij                 | 18e eeuw              |           | Korte Linschoten OZ 18      | 52° 3' 51" NB, 4° 54' 36" OL | 25973  | Meer afbeeldingen                                                              |
| Liefhoven | Boerderij                 | 17e eeuw              |           | Liefhovendijk 2             | 52° 3' 39" NB, 4° 54' 52" OL | 25975  | Meer afbeeldingen                                                              |
| Boerderij, gepleisterd | Boerderij                 | 17e eeuw              |           | Lindeboomsweg 10            | 52° 3' 6" NB, 4° 56' 49" OL  | 25976  | Upload foto                                                                    |
| Veldzicht | Boerderij                 | 19e eeuw              |           | Nieuwe Zandweg 20           | 52° 3' 35" NB, 4° 55' 5" OL  | 25977  | Veldzicht                                                                      |
| Voormalig tolhuisje onder rieten wolfsdak | Dienstwoning              | eerst helft 19e eeuw  |           | Nieuwe Zandweg 14           | 52° 3' 38" NB, 4° 55' 3" OL  | 25978  | Meer afbeeldingen                                                              |
| Boerderij, langhuis, vensters met kleine roeden | Boerderij                 |                       |           | Noord Linschoterdijk 2      | 52° 3' 37" NB, 4° 54' 27" OL | 25979  | Meer afbeeldingen                                                              |
| Boerderij, langhuis | Boerderij                 | 18e eeuw              |           | Noord Linschoterdijk 26     | 52° 3' 19" NB, 4° 54' 19" OL | 25983  | Meer afbeeldingen                                                              |
| Tuinkoepel, fraai voorbeeld,veelhoekig kleine roeden, gebogen dak | Tuin, park en plantsoen   | 1780                  |           | Raadhuisstraat bij 18       | 52° 3' 43" NB, 4° 54' 51" OL | 25984  | Meer afbeeldingen                                                              |
| Hoeve Engherweide | Boerderij                 | midden 19e eeuw       |           | M A Reinaldaweg 22          | 52° 3' 30" NB, 4° 55' 11" OL | 25985  | Meer afbeeldingen                                                              |
| Gedeeltelijk onderkelderde boerderij, woning en bedrijfsgedeelte onder een kap | Boerderij                 | 19e eeuw (ramen)      |           | M A Reinaldaweg 26          | 52° 3' 28" NB, 4° 55' 14" OL | 25986  | Gedeeltelijk onderkelderde boerderij, woning en bedrijfsgedeelte onder een kap |
| Boerderij, gepleisterd langhuis | Boerderij                 | 18e eeuw              |           | M A Reinaldaweg 19          | 52° 4' 10" NB, 4° 54' 14" OL | 25987  | Meer afbeeldingen                                                              |
| Zorgwijk | Boerderij                 | 18e eeuw              |           | M A Reinaldaweg 47          | 52° 3' 59" NB, 4° 54' 28" OL | 25988  | Meer afbeeldingen                                                              |
| Gemetselde slangenmuur uit de 18e eeuw | Erfscheiding              | 18e eeuw              |           | Dorpstraat 51               | 52° 3' 41" NB, 4° 54' 56" OL | 25990  | Meer afbeeldingen                                                              |
| Terrein met overblijfselen van het versterkte huis Linschoten | Archeologisch monument    | 14e eeuw              |           |                             | 52° 3' 45" NB, 4° 54' 57" OL | 45623  | Meer afbeeldingen                                                              |
| Terrein waarin de overblijfselen van het versterkte huis heulestein | Archeologisch monument    | 14e eeuw              |           |                             | 52° 3' 14" NB, 4° 55' 46" OL | 45624  | Upload foto                                                                    |
| Louisehoeve | Boerderij                 | 1602                  |           | Haardijk 12                 | 52° 3' 43" NB, 4° 53' 52" OL | 46781  | Meer afbeeldingen                                                              |
| Huis te Linschoten: landhuis | Kasteel, buitenplaats     | 1650-1700             |           | Noord Linschoterdijk 15     | 52° 3' 20" NB, 4° 54' 18" OL | 508145 | Meer afbeeldingen                                                              |
| Huis te Linschoten: historische tuin- en parkaanleg | Tuin, park en plantsoen   | 1637                  |           | Noord Linschoterdijk 15     | 52° 3' 29" NB, 4° 54' 3" OL  | 508147 | Meer afbeeldingen                                                              |
| Huis te Linschoten: oostelijk bouwhuis | Bijgebouwen kastelen enz. | 18e eeuw              |           | Noord Linschoterdijk bij 15 | 52° 3' 20" NB, 4° 54' 20" OL | 508148 | Meer afbeeldingen                                                              |
| Huis te Linschoten: westelijk bouwhuis | Bijgebouwen kastelen enz. | 1960 (herbouwd)       |           | Noord Linschoterdijk bij 15 | 52° 3' 19" NB, 4° 54' 19" OL | 508149 | Meer afbeeldingen                                                              |
| Huis te Linschoten: toegangshek | Erfscheiding              | 18e eeuw              |           | Noord Linschoterdijk bij 15 | 52° 3' 15" NB, 4° 54' 26" OL | 508150 | Meer afbeeldingen                                                              |
| Huis te Linschoten: toegangsbrug | Tuin, park en plantsoen   | 18e eeuw              |           | Noord Linschoterdijk bij 15 | 52° 3' 20" NB, 4° 54' 18" OL | 508151 | Meer afbeeldingen                                                              |
| Huis te Linschoten: tuinmanswoning met schuurtje | Bijgebouwen kastelen enz. | 1796                  |           | Noord Linschoterdijk bij 17 | 52° 3' 15" NB, 4° 54' 25" OL | 508152 | Meer afbeeldingen                                                              |
| Huis te Linschoten: duiventoren | Bijgebouwen kastelen enz. | 17e eeuw              |           | Noord Linschoterdijk bij 15 | 52° 3' 19" NB, 4° 54' 21" OL | 508153 | Meer afbeeldingen                                                              |
| Huis te Linschoten: timmerschuur | Bijgebouwen kastelen enz. | 1919                  |           | Noord Linschoterdijk bij 15 | 52° 3' 20" NB, 4° 54' 22" OL | 508154 | Meer afbeeldingen                                                              |
| Huis te Linschoten: bruggetje | Bijgebouwen kastelen enz. | 19e eeuw              |           | Noord Linschoterdijk bij 15 | 52° 3' 21" NB, 4° 54' 14" OL | 508155 | Meer afbeeldingen                                                              |
| Huis te Linschoten: ijskelder | Tuin, park en plantsoen   | 1832                  |           | Noord Linschoterdijk bij 15 | 52° 3' 13" NB, 4° 54' 20" OL | 508156 | Meer afbeeldingen                                                              |
| Huis te Linschoten: dienstwoning 'schapenlaanhuisje' | Dienstwoning              | 1910                  |           | Schapenlaan 1               | 52° 3' 33" NB, 4° 54' 20" OL | 508157 | Meer afbeeldingen                                                              |
| Huis te Linschoten: jachthuis | Tuin, park en plantsoen   | 1904                  |           | Haardijk 15                 | 52° 3' 50" NB, 4° 53' 54" OL | 508158 | Meer afbeeldingen                                                              |
| Huis te Linschoten: De Elsehof, boerderij met stal, schuur en zomerhuisje | Boerderij                 | 1855                  |           | Noord Linschoterdijk 11     | 52° 3' 20" NB, 4° 54' 4" OL  | 508159 | Meer afbeeldingen                                                              |
| Huis te Linschoten: boerderij 'Parkzicht' | Boerderij                 | 1877                  |           | Noord Linschoterdijk 6      | 52° 3' 28" NB, 4° 54' 18" OL | 508160 | Meer afbeeldingen                                                              |
| Huis te Linschoten: keermuren | Bijgebouwen kastelen enz. | 19e eeuw              |           | Noord Linschoterdijk bij 15 | 52° 3' 15" NB, 4° 54' 26" OL | 508161 | Upload foto                                                                    |
| Huis te Linschoten: tuinmuur | Tuin, park en plantsoen   | 19e eeuw              |           | Noord Linschoterdijk bij 15 | 52° 3' 16" NB, 4° 54' 22" OL | 508162 | Meer afbeeldingen                                                              |
| Haugusund: boerderij | Boerderij                 | 1934                  |           | Haardijk 5                  | 52° 3' 29" NB, 4° 53' 38" OL | 512111 | Haugusund: boerderij                                                           |
| Haugesund: wagenschuur | Boerderij                 | 1933                  |           | Haardijk bij 5              | 52° 3' 29" NB, 4° 53' 38" OL | 512112 | Upload foto                                                                    |
| Kopervik | Boerderij                 | 1933                  |           | Haardijk 7                  | 52° 3' 31" NB, 4° 53' 39" OL | 512114 | Meer afbeeldingen                                                              |